# 林田航平
林田 航平（はやしだ こうへい、1988年7月17日 - ）は、日本の俳優。ジェイ・クリップ (J.CLIP) 所属。

## 人物
東京都出身。新国立劇場演劇研究所の5期生で、舞台を中心に活動している。
趣味は釣り、クワガタ採集。特技はスポーツ全般、殺陣、料理。

## 出演

### 舞台
2011年
- 劇団朋友第40回公演「幽霊人命救助隊」（9月28日 - 10月2日、俳優座劇場）

2012年
- 修了公演 「The Art of Success ジ アート オブ サクセス ―諷刺画家 ウィリアム・ホガースの藝術と生活―」（2月24日 - 26日、新国立劇場）
- 新国立劇場 演劇「サロメ」（5月31日 - 6月17日、新国立劇場 中劇場）- 兵士 役 ほか
- ワンツーワークス#7「みんな豚になる〜あるいは”蠅の王”〜」（7月20日 - 26日、吉祥寺シアター）

2013年
- 新国立劇場 演劇「長い墓標の列」（3月7日 - 24日、新国立劇場 小劇場）
- ワンツーワークス#10「恐怖が始まる」（5月24日 - 6月4日、劇場HOPE）
- オフィス300音楽劇「あかい壁の家」（8月1日 - 9月2日、本多劇場 他）
- 演劇「ピグマリオン」（11月12日 - 12月1日、新国立劇場 中劇場）- 街の人々 役

2014年
- 新国立劇場 演劇「マニラ瑞穂記」（4月3日 - 20日、新国立劇場 小劇場）
- ワンツーワークス#13「毒舌と正義」（6月6日 - 12日、赤坂レッドシアター）
- 舞台「HISTORY BOYS ／ ヒストリーボーイズ」（8月29日 - 9月21日、世田谷パブリックシアター 他）- 生徒：ロックウッド 役

2015年
- ミュージカル『SAMURAI 7』（1月17日 - 25日、天王洲 銀河劇場）
- ワンツーワークス#16「イチエフ(1F)・プレイズ」『ジレンマジレンマ』『恐怖が始まる』（7月17日 - 26日、中野ザ・ポケット）
- 舞台「アドルフに告ぐ」（6月3日 - 14日、KAAT神奈川芸術劇場）- フリッツ 役
- 藤間勘十郎文芸シリーズ其の弐 曲亭馬琴「南総里見八犬伝」（10月8日 - 18日、DDD青山クロスシアター）
- Office ENDLESS produce vol.20 「RE-INCARNATION RE-SOLVE」（12月24日 - 2016年1月18日、全労済ホール スペース・ゼロ 他）

2016年
- 舞台「青の祓魔師」京都紅蓮篇（8月5日 - 14日、Zeppブルーシアター六本木）- 志摩柔造 役
- もののふシリーズ 舞台「瞑るおおかみ黒き鴨」（9月1日 - 22日、天王洲 銀河劇場 他）- 島田魁 役
- 舞台「裁判長!ここは懲役4年でどうすか」2016（10月19日 - 23日、全労済ホール スペース・ゼロ）- 榊匡記 役

2017年
- ユマクトプロデュース「リリオム」（2月2日 - 6日、恵比寿・エコー劇場）
- ワンツーワークス＃21「怒りの旅団－アングリー・ブリゲード－」（3月16日 - 26日、赤坂レッドシアター）
- 大人の麦茶 第 23 杯目公演「おしり筋肉痛」（4月19日 - 23日、下北沢ザ・スズナリ）
- JAPAN MEETS...－現代劇の系譜をひもとく－ Ⅺ「君が人生の時」（6月13日 - 7月2日、新国立劇場 中劇場）
- 音楽劇「ゴッゴローリ伝説」（7月7日 - 11日、参宮橋TRANCE MISSION）
- 舞台「煉獄に笑う」（8月24日 - 9月10日、サンシャイン劇場 他）- 百地鈴太郎（八它烏） 役
- シス・カンパニー公演「ローゼンクランツとギルデンスターンは死んだ」（10月30日 - 11月26日、世田谷パブリックシアター）
- 親と子のクリスマス・メルヘン「シンデレラ～おどる童話～」（12月19日 - 25日、せんがわ劇場）

2018年
- もののふシリーズ 舞台「駆けはやぶさひと大和」（2月8日 - 25日、天王洲 銀河劇場 他）- 島田魁 役
- アクターズワークスユニット旗揚げ公演「"男"と"女"の短編集」（4月11日 - 15日、高円寺K'sスタジオ）
- サステナクリエーションファミリー vol.4「SAMAEL～サマエル～」（6月9日 - 17日、中目黒キンケロ・シアター）- ローレンシウム 役
- 舞台「野球」飛行機雲のホームラン～Homerun of Contrail（7月27日 - 8月26日、サンシャイン劇場 他）- 海軍少尉・菊池勘三 役
- シアタートラム ネクスト・ジェネレーション vol.11 らまのだ「青いプロペラ」（11月29日 - 12月2日、シアタートラム）

2019年
- 新国立劇場 こつこつプロジェクト 「リチャード三世」（3月13日 - 17日、新国立劇場 小劇場）
- 家庭教師ヒットマンREBORN! the STAGE -vs VARIA part I-（6月14日 - 30日、シアター1010 他）- XANXUS 役
- 勝野 洋 古希記念舞台「ホテル・モントブランク」（7月24日 - 28日、俳優座劇場）
- ふるあめりかに袖はぬらさじ（10月18日 - 27日、博多座 / 11月3日 - 27日、明治座）- 多賀谷 役

2020年
- 家庭教師ヒットマンREBORN ! the STAGE - XANXUS 役
  - -vs VARIA part II-（1月6日 - 19日、天王洲 銀河劇場 他）
  - -隠し弾（SECRET BULLET）-（11月7日 - 15日、天王洲 銀河劇場 / 11月19日 - 22日、京都劇場） - 主演

- エンゲキノマド「フェイス FACE / FAITH」（6月23日 - 29日、オンライン配信（PIA LIVE STREAM））
- 新国立劇場 演劇「願いがかなうぐつぐつカクテル」（7月9日 - 26日、新国立劇場 小劇場）- マーデ 役
- ISAWO BOOKSTORE「壁の向こうの友人 -名古屋保険金殺人事件-」（8月26日 - 31日、サンモールスタジオ）- 岡本 役

2021年
- 舞台『弱虫ペダル』SPARE BIKE篇～Heroes!!～（3月19日 - 28日、サンケイホールブリーゼ 他）
- 家庭教師ヒットマンREBORN!
  - the STAGE -episode of FUTURE- 前編（7月16日 - 8月8日、天王洲 銀河劇場 他）※映像出演
  - the STAGE -episode of FUTURE- 後編（7月28日 - 8月1日、天王洲 銀河劇場

- PLAY/GROUND Creation #2「Navy Pier 埠頭にて」（12月21日 - 22日、24日 - 25日、横浜赤レンガ倉庫1号館 3Fホール） - カート 役

2022年
- PLAY/GROUND Creation #4「CLOSER」 [side-B]（2月10日 - 18日、シアター風姿花伝） - ダン 役

2024年
- 舞台「ヴィンランド・サガ」〜海の果ての果て 篇〜・〜英雄復活 篇〜（4月19日 - 29日、全労済ホール スペース・ゼロ） - ヴィリバルド 役

2025年
- オイディプス王（2月21日 - 24日、パルテノン多摩 大ホール 他）
- 激情バニッシュ演劇「咎狗の血」（8月、新宿FACE） - 源泉 役
- 舞台「ジョーカー・ゲームIII」（11月21日 - 30日〈予定〉、天王洲 銀河劇場） - 犬丸峯吉 役

### テレビ番組
- 焼肉女子会＆MORE（BS-TBS）
  - ミニドラマ「プレゼント・ハラスメント」（2016年1月）
  - ミニドラマ「インスタントリア充」（2016年2月）
  - ミニドラマ「インスタントリア充2」（2016年3月）
  - ミニドラマ「インスタントリア充3」（2016年4月）
- サンバリュ「ドラマちっくニュース」第2弾（2016年5月22日、日本テレビ） - ドラマ出演[33]
- SUPER RICH 第7話 -（2021年11月25日 - 、フジテレビ）

### ラジオドラマ
- 青春アドベンチャー（NHK-FM）
  - 「白狐魔記〜天草の霧」（2016年4月）[34]
  - 「武揚伝」（2018年10月）[35]
- FMシアター（NHK-FM）
  - 『坂多き 僕らの町に 照り降り雨』（2024年11月2日）[36]

### CM
- 結婚式場 代官山 鳳鳴館（2016年7月、TOKYO MX）